# Le Quatuor d'Homer
Vous lisez un « bon article » labellisé en 2010.
Le Quatuor d'Homer (Homer's Barbershop Quartet), ou Homer chante en harmonie au Québec, est le premier épisode de la saison 5 des Simpson. Écrit par Jeff Martin et réalisé par Mark Kirkland, l'épisode met en scène les Bémols (Si Dièse en version québécoise, The Be Sharps dans la version originale), un quatuor barbershop fondé par Homer Simpson, dont l'histoire est très proche de celle des Beatles. George Harrison et David Crosby apparaissent dans leur propre rôle, et le quatuor barbershop américain des Dapper Dans joue le rôle des Bémols lorsqu'ils chantent.
L'épisode commence lorsque la famille Simpson se rend au marché aux puces. Bart et sa sœur Lisa découvrent une photo de leur père, Homer, sur la couverture d'un vieux Long play. Homer explique à sa famille que le principal Skinner, Barney Gumble, Apu Nahasapeemapetilon et lui avaient enregistré un album de barbershop en 1985 qui avait rencontré un succès national. Il raconte la formation du groupe, son apogée et sa séparation. À la fin de l'épisode, les membres du groupe se réunissent pour un concert sur le toit de la Taverne de Moe et interprètent leur hit Baby on Board.

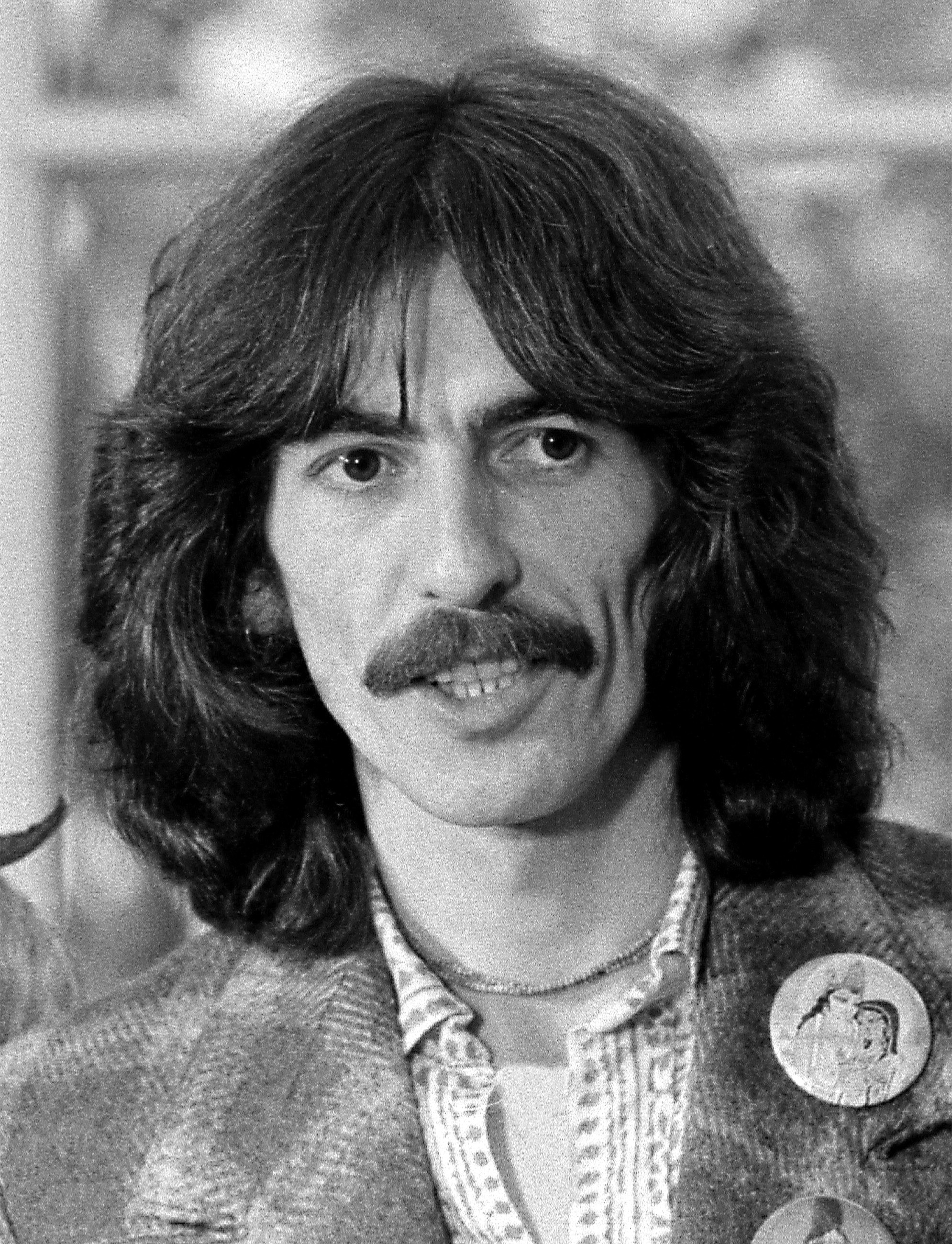
L'apparition de George Harrison dans son propre rôle est l'un des points salués par la critique.

L'épisode contient de nombreuses références aux Beatles et à d'autres icônes de la culture populaire. Lors de sa première diffusion aux États-Unis, Le Quatuor d'Homer est arrivé trentième audience de la semaine, avec une note de 12,7 sur l'échelle de Nielsen. Le caméo des Beatles a été salué, même si l'épisode est une chute de la saison précédente. Les critiques qui ont reproché à l'épisode son humour inégal l'ont expliqué par le changement de scénaristes avant la création de celui-ci.

## Contenu

### Synopsis

Le groupe d'Homer, les Bémols, connaît une carrière qui fait en de nombreux points référence aux Beatles.

Au marché aux puces de Springfield, Bart et Lisa Simpson remarquent une image de leur père, Homer, sur la couverture d'un vieux disque. Homer explique que le principal Skinner, Barney, Apu et lui avaient enregistré un album de barbershop en 1985, album qui leur a acquis une réputation nationale. Il raconte ensuite à sa famille l'histoire des origines de l'album. Alors qu'ils se produisaient à la Taverne de Moe, un agent a proposé de les produire, à condition que le chef Wiggum, qui était alors le quatrième membre du groupe, soit remplacé. Après une audition au cours de laquelle le groupe rejette les candidats souhaitant prendre la place de Wiggum, le trio rentre piteusement à la Taverne de Moe, où ils recrutent Barney après l'avoir entendu chanter avec une belle voix de ténor. Après réflexion, les quatre membres nomment leur groupe les Bémols (Si dièse en version québécoise).
De retour au présent, Homer se vante d'avoir vendu sa roue de secours au marché aux puces. Sur le chemin du retour, un des pneus crève. Pendant que Marge se rend à une station service pour acheter un nouveau pneu, Homer poursuit son histoire. Il raconte à Bart et Lisa qu'un panneau « Bébé à bord » (« Baby on Board ») acheté par Marge lui a inspiré une chanson. La chanson Baby on Board apparaît sur le premier album du groupe, Meet The Be Sharps, et devient un hit. Les Bémols interprètent leur chanson pour le centenaire de la statue de la Liberté en 1986 et remportent un Grammy Award pour leur album.
Dans le présent, les Simpson sont chez eux, où Homer explique que les Bémols sont devenus si populaires qu'ils apparaissaient sur des produits dérivés, notamment des boîtes à casse-croûte, des mugs et des affiches. Le groupe réalise ensuite son deuxième album, Bigger Than Jesus. Tandis que la célébrité des Bémols s'accroît, des disputes éclatent quand Barney rencontre une artiste conceptuelle japonaise, ce qui le pousse finalement à quitter le groupe. Barney et son amie enregistrent une chanson sur laquelle la copine répète « Number 8 » tandis qu'une cassette diffuse en boucle des rots de Barney. Finalement, le groupe constate qu'il n'est plus populaire. Le dernier numéro du What's Hot and What's Not de US Weekly le confirme, puisqu'il déclare que le groupe n'est plus à la mode. Le groupe se sépare alors ; le principal Skinner retourne à l'École élémentaire de Springfield, Apu au Mini-Marché, Barney à la Taverne de Moe, et Homer à la centrale nucléaire de Springfield. De retour dans le présent, le groupe se réunit pour un concert sur le toit de la Taverne de Moe où il interprète Baby on Board. Les passants s'arrêtent pour les écouter, notamment George Harrison, membre des Beatles, qui remarque que « Ça a déjà été fait,,. »

### Références culturelles

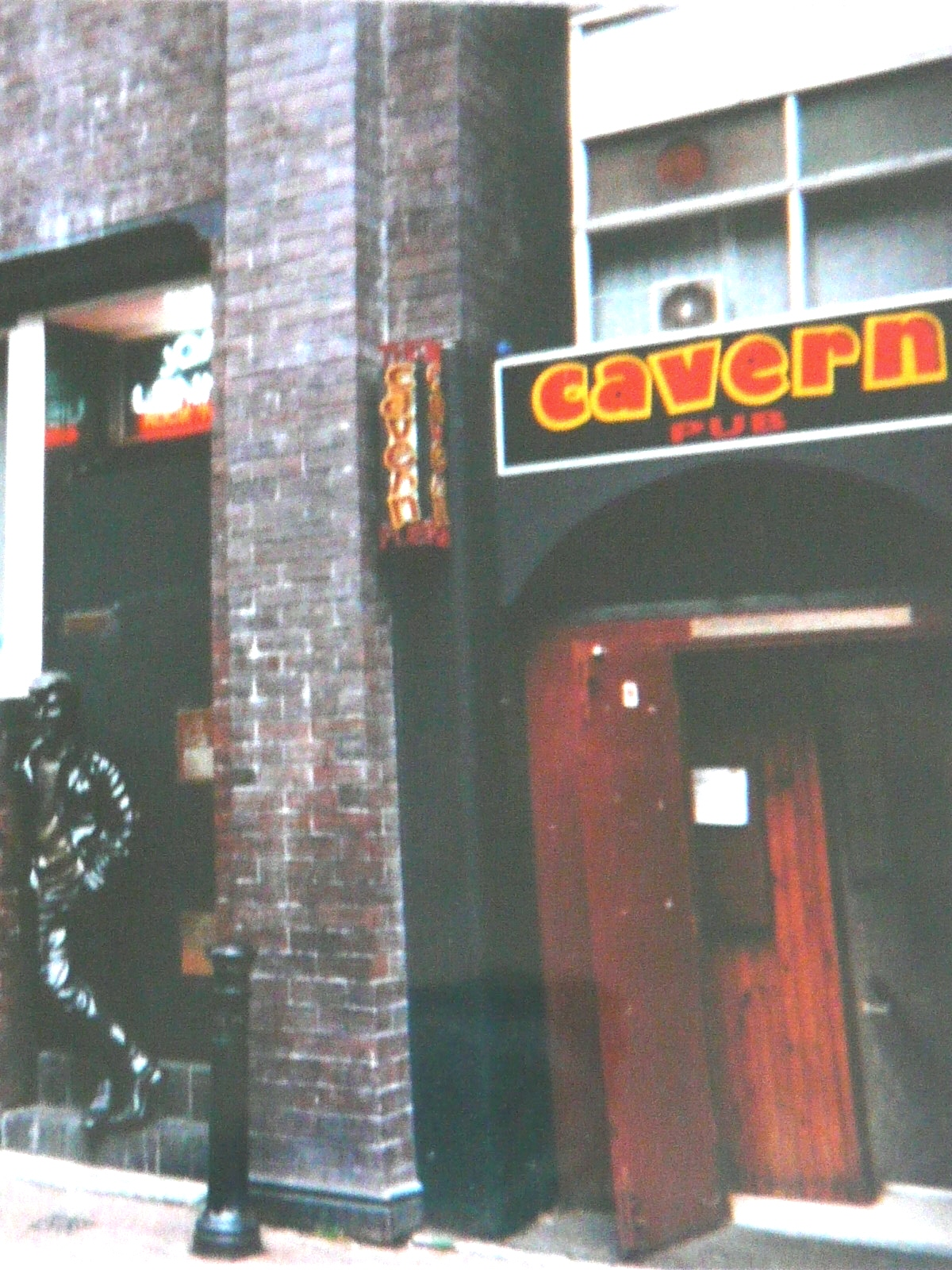
Le Cavern Club de Liverpool, où se sont produits les Beatles au début de leur carrière, est parodié dans l'épisode. La Taverne de Moe y devient en effet le Moe Cavern.

### Production

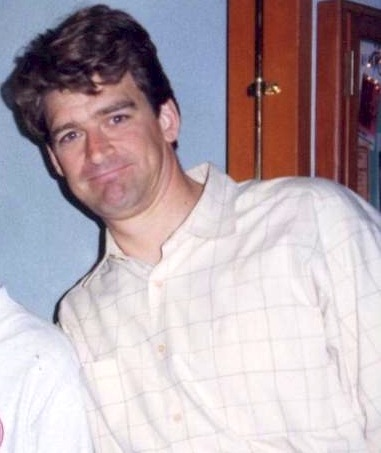
Jeff Martin, fan des Beatles, est le scénariste de l'épisode.

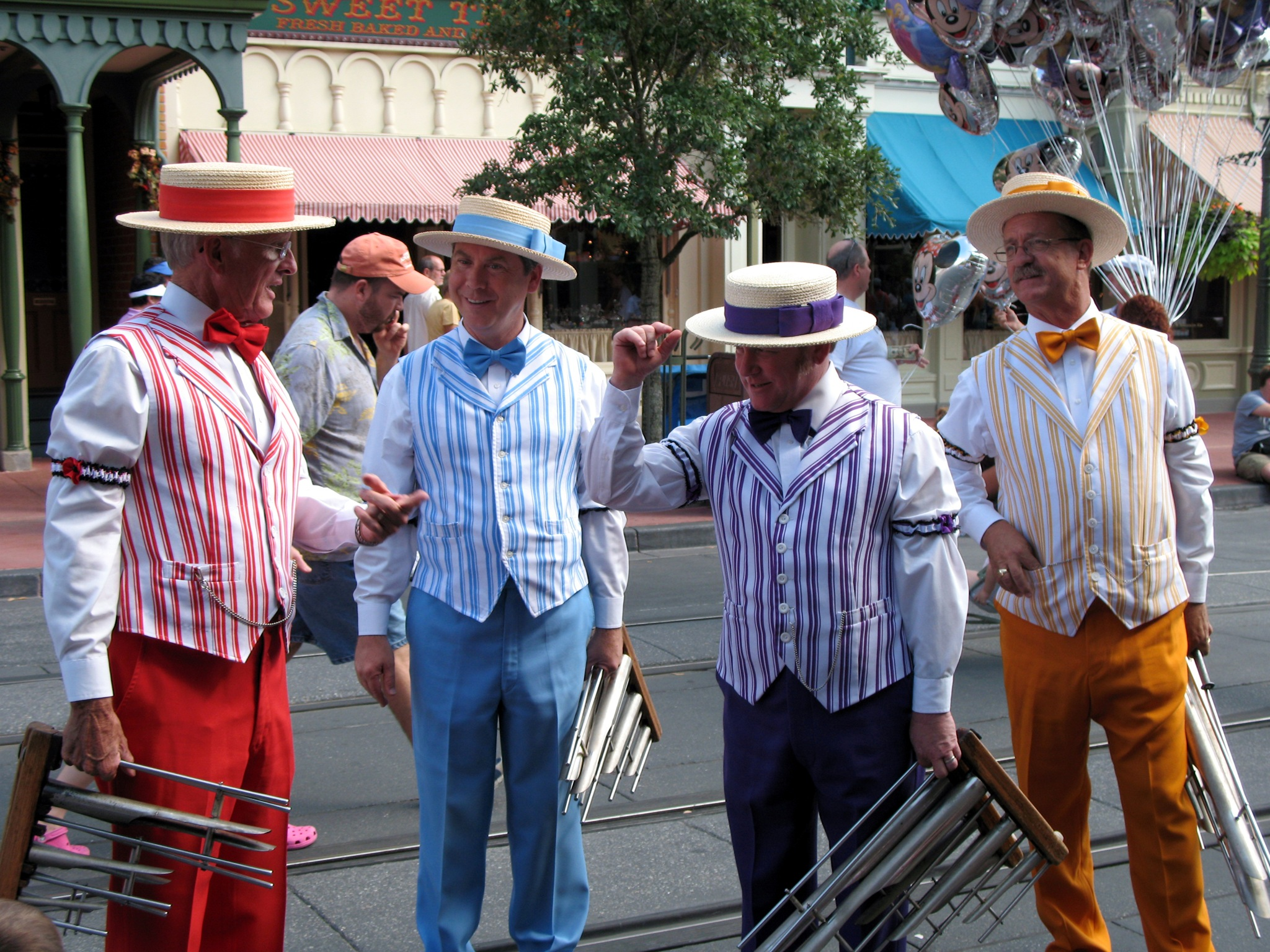
Les Dapper Dans, un quatuor vocal barbershop, doublent les Bémols lorsqu'ils chantent dans cet épisode.